# Carlowrightia venturae
Carlowrightia venturae là một loài thực vật có hoa trong họ Ô rô. Loài này được T.F.Daniel mô tả khoa học đầu tiên năm 2003.